# Mathieu Nicourt
 (juillet 2023).
Si vous disposez d'ouvrages ou d'articles de référence ou si vous connaissez des sites web de qualité traitant du thème abordé ici, merci de compléter l'article en donnant les références utiles à sa vérifiabilité et en les liant à la section « Notes et références ».
Mathieu Nicourt (né le 14 octobre 1972 à Paris) est un combattant français de MMA, reconnu comme un des premiers champion de MMA en France.

## Carrière Sportive
En 1998 et 1999, il remporte deux fois le titre européen du Night of The Samuraï, la principale organisation anglaise de l'époque. En 2000, il triomphe au tournoi des poids légers de l'IFC, l'une des plus grandes organisations américaines de cette période. Au cours de sa carrière, il développe un style de combat spécifique adapté au MMA, en se basant notamment sur des techniques de grappling sans kimono et en exploitant les clés de jambes.

## Formation et Enseignement
Autodidacte, Mathieu Nicourt utilise les cassettes VHS pédagogiques produites par les premiers champions de MMA pour se former. Il se rend compte que de nombreuses techniques du jiu-jitsu brésilien en kimono ne sont pas applicables dans l'environnement du MMA. Il devient ainsi l'un des premiers combattants français à maîtriser l'association des trois distances du combat (la lutte, la boxe et le grappling) et à appliquer des stratégies spécifiques.
Nicourt endosse le rôle d'entraîneur et dirige la Free Fight Academy, le premier club français dédié au MMA et former des pratiquants tels que Fernand Lopez ou Arnaud Lepont.

## Contributions au MMA en France

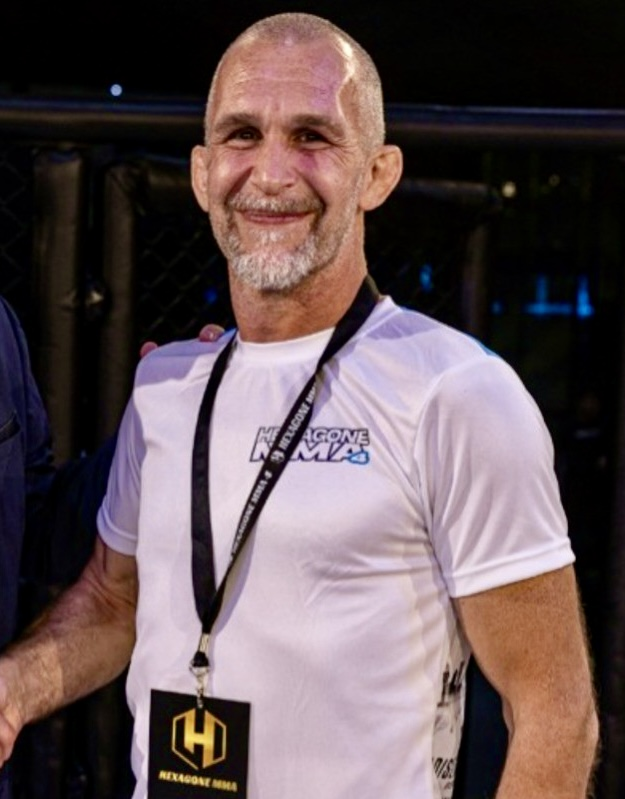
Mathieu Nicourt, Matchmaker et Directeur sportif HEXAGONE MMA à Dubai lors de l'HXMMA 4, en août 2022

En octobre 2021, après la légalisation du MMA en France, Mathieu Nicourt organise le FFA Challenge, l'un des premiers événements de MMA du pays. Par la suite, il rencontre André de Semlyen et Laurent Pourrut, organisateurs de la promotion française HEXAGONE MMA, et les deux événements fusionnent en septembre 2022. Nicourt devient le matchmaker de l'HEXAGONE MMA et fonde sa propre société qui se consacre à la promotion, au matchmaking et à la gestion sportive.

## Carrière professionnelle parallèle
Mathieu Nicourt est enseignant en éducation physique et sportive puis professeur des écoles dans l'enseignement spécialisé. En 2015, à la suite des attentats de Charlie Hebdo, il est recruté comme éducateur-coordinateur du Plan de Lutte Anti-Terroriste au sein de l'administration pénitentiaire, où il intervient dans la lutte contre la radicalisation.

## Carrière dans le cinéma
Nicourt joue dans plusieurs films. Il a notamment travaillé avec Guillaume Nicloux dans les films La Clef (2007), L'Enlèvement de Michel Houellebecq (2014) et Thalasso (2019) où il joue aux côtés de Vanessa Paradis, Guillaume Canet, Jean Rochefort et Gérard Depardieu. Il fait des apparitions dans Contrecoups (2009) de Hervé Bonnet, Colt 45 (2014) de Fabrice Du Welz et A La Hauteur (2023) de Muriel et Delphine Coulin.

## Palmarès
- 1997 : Vainqueur de la première coupe de France de Grappling (Submission Wrestling)
- 1997 : Vainqueur de la Coupe de France pro Hybrid Pancrace
- 1998 et 1999 : Champion d'Europe de Vale Tudo (Night of the Samuraï-RINGS UK)
- 2000 : Champion du tournoi des poids légers de l'IFC XIII
- 2006 : Vainqueur du Grappling Unlimited Championship I

## Œuvres
- 2013 : MMA - Les techniques les plus efficaces de Mathieu Nicourt et Gaël Coadic [5]